# Andie MacDowell
Rosalie Anderson "Andie" MacDowell (Gaffney, 1958. április 21. –) amerikai modell és színésznő.
A Szex, hazugság, videó (1989) főszerepe Golden Globe-jelölést eredményezett, valamint megkapta a legjobb színésznőnek járó Independent Spiritet, illetve a Los Angeles Film Critics Association díját.
2021 óta az Egy szobalány vallomása című Netflix-minisorozatban szerepel lánya, Margaret Qualley oldalán. MacDowellt alakításáért újabb Golden Globe-ra jelölték.

## Fiatalkora
Andie MacDowell a dél-karolinai Gaffneyben született, Pauline "Paula" Johnston (született Oswald), zenetanár és Marion St. Pierre MacDowell lányaként. A család skót származású, de vannak még ír, velszi és angol gyökerei is.
A Winthrop Főiskolára járt két évig, majd egy ruházati butikban és egy étteremben dolgozott, hogy pénzt gyűjtsön arra, hogy New Yorkba költözhessen és karriert építsen.

## Pályafutása
Andie MacDowell már Amerika-szerte ismert és sikeres modell volt, amikor megkapta első szerepét a Tarzan legendája (1984) című filmben, melyben Jane-t alakította. Ismertté a Szex, hazugság, videóban (1989), a zsákutcába jutott emberi kapcsolatokról készített, társadalmi kritikával sűrűn átszőtt alkotás óta lett, amelyben meggyőzően formálta meg a szexuális zavarokkal küszködő frusztrált feleség kissé sztereotipizált szerepét. A film nagy sikere kedvezően befolyásolta Andie pályafutását, így Gerard Depardieu partnereként eljátszhatta a Zöld kártya (1990) női főszerepét, melyben a kertészmérnöknő és a francia bevándorló névházasságot köt, hogy mindketten elérjék saját céljukat: a lány egy gyönyörű, csupa növény teraszt New York egyik házának tetején, a férfi pedig a letelepedési engedélyt jelentő zöld kártyát. A film mulatságos és romantikus történet két emberről, akik kezdetben érdekből, később szerelemből találnak egymásra. 
Nem volt ilyen sikeres a Hudson Hawk – Egy mestertolvaj aranyat ér (1991) apáca-titkosügynökének megformálása. Az Idétlen időkig (1993) című vígjátékban meteorológust alakít, akibe kollégája beleszeret, és érzelmei révén sikerül véget vetnie az idő megállásának. Andie MacDowellt eddig ártatlan karakterek megformálása jellemezte, ebből a szerepkörből azonban már ő maga is szeretett volna kitörni. Minden bizonnyal ezért vállalta el a Rosszlányok (1994) című western egyik főszerepét, amelyben örömlányként azért küzd, hogy önállósítsa magát a Vadnyugaton. Miután kiszélesedett a repertoárja, immár szó sem lehetett arról, hogy beskatulyázzák. Így aztán alakításainak rendkívül változatos lett a színképe (Rövidre vágva, 1993; Négy esküvő és egy temetés, 1994; Michael, 1996; Az erőszak vége, 1997). 1986 óta a L’Oréal kozmetikai és hajápolási cég reklámarcaként is feltűnik.

## Magánélete
1986–1999 között Paul Qualley egykori modell felesége volt, akivel Gap reklámokban szerepeltek. A házaspárnak egy fia, Justin és két lánya, Rainey és Sarah Margaret született. 
2000 és 2004 között Rhett Hartzog üzletember felesége volt.

## Filmográfia

### Film
| Év   | Magyar cím                                | Eredeti cím                                       | Szerep                             | Magyar hang      |
| ---- | ----------------------------------------- | ------------------------------------------------- | ---------------------------------- | ---------------- |
| 1984 | Greystoke – Tarzan, a majmok ura          | Greystoke: The Legend of Tarzan, Lord of the Apes | Jane Porter                        | Tóth Auguszta    |
| 1985 | Szent Elmo tüze                           | St. Elmo's Fire                                   | Dale Biberman                      | Györgyi Anna     |
| 1985 | Szent Elmo tüze                           | St. Elmo's Fire                                   | Dale Biberman                      | Szalay Krisztina |
| 1989 | Szex, hazugság, videó                     | Sex, Lies, and Videotape                          | Ann Bishop Mullany                 | Udvaros Dorottya |
| 1989 | Szex, hazugság, videó                     | Sex, Lies, and Videotape                          | Ann Bishop Mullany                 | Kéri Kitty       |
| 1990 | Zöld kártya                               | Green Card                                        | Brontë Parrish                     | Ráckevei Anna    |
| 1991 | Hudson Hawk – Egy mestertolvaj aranyat ér | Hudson Hawk                                       | Anna Baragli                       | Fehér Anna       |
| 1991 | Fedezetlen szerelem                       | The Object of Beauty                              | Tina                               | Ráckevei Anna    |
| 1991 | Fedezetlen szerelem                       | The Object of Beauty                              | Tina                               | Ónodi Eszter     |
| 1991 | Fedezetlen szerelem                       | The Object of Beauty                              | Tina                               | Törtei Tünde     |
| 1992 | A játékos                                 | The Player                                        | önmaga (cameo)                     |                  |
| 1993 | Rövidre vágva                             | Short Cuts                                        | Ann Finnigan                       | Kiss Mari        |
| 1993 | Idétlen időkig                            | Groundhog Day                                     | Rita Hanson                        | Tóth Enikő       |
| 1993 | Ruby Cairo                                | Ruby Cairo / Deception                            | Elizabeth "Bessie" Faro/Ruby Cairo | Bertalan Ágnes   |
| 1994 | Négy esküvő és egy temetés                | Four Weddings and a Funeral                       | Carrie                             | Kovács Nóra      |
| 1994 | Rossz lányok                              | Bad Girls                                         | Eileen Spenser                     | Kocsis Judit     |
| 1995 | Álmok hősei                               | Unstrung Heroes                                   | Selma Lidz                         | Ráckevei Anna    |
| 1996 | Közös többszörös                          | Multiplicity                                      | Laura Kinney                       | Ráckevei Anna    |
| 1996 | Michael                                   | Michael                                           | Dorothy Winters                    | Söptei Andrea    |
| 1997 | Az erőszak vége                           | The End of Violence                               | Page Max                           | Spilák Klára     |
| 1998 |                                           | Shadrach                                          | Trixie Dabney                      |                  |
| 1999 | A jegyüzér                                | Just the Ticket                                   | Linda Palinski                     |                  |
| 1999 | Muppet-show az űrből                      | Muppets from Space                                | Shelley Snipes                     | Incze Ildikó     |
| 1999 | A múzsa csókja                            | The Muse                                          | Laura Phillips                     | Ráckevei Anna    |
| 2000 | A felejtés virágai                        | Harrison's Flowers                                | Sarah Lloyd                        | Horváth Lili     |
| 2001 | Félrelépősdi                              | Town & Country                                    | Eugenie Claybourne                 |                  |
| 2001 | Bizsergés                                 | Crush                                             | Kate Scales                        | Ráckevei Anna    |
| 2002 | Ginostra                                  | Ginostra                                          | Jessie Benson                      | Ráckevei Anna    |
| 2005 | A halott férj visszatér                   | The Last Sign                                     | Kathy MacFarlane                   | Kovács Nóra      |
| 2005 | Szép még lehetsz                          | Beauty Shop                                       | Terri                              | Antal Olga       |
| 2005 |                                           | Tara Road                                         | Marilyn                            |                  |
| 2007 | Pata tanya: Baromi buli                   | Barnyard                                          | Etus (Etta), a tyúk (hangja)       | Ráckevei Anna    |
| 2007 |                                           | Intervention                                      | Kelly                              |                  |
| 2008 |                                           | Inconceivable                                     | Lottie Louise Du Bose              |                  |
| 2009 | Apám hat neje                             | The Six Wives of Henry Lefay                      | Kate                               | Andresz Kati     |
| 2009 |                                           | The 5th Quarter                                   | Maryanne Abbate                    |                  |
| 2010 | Ki hal a végén?                           | As Good as Dead                                   | Helen Kalahan                      | Fehér Anna       |
| 2010 | Ki hal a végén?                           | As Good as Dead                                   | Helen Kalahan                      | Tóth Enikő       |
| 2010 |                                           | Happiness Runs                                    | Victor anyja                       |                  |
| 2010 | Szerelmi háromszög                        | Daydream Nation                                   | Enid Goldberg                      | Kovács Nóra      |
| 2011 | Csajok Monte-Carlóban                     | Monte Carlo                                       | Pamela Bennett-Kelly               | Igó Éva          |
| 2011 | Footloose                                 | Footloose                                         | Vi Moore                           | Ráckevei Anna    |
| 2013 |                                           | Breaking at the Edge                              | Dr. Ghozland                       |                  |
| 2015 | Magic Mike XXL                            | Magic Mike XXL                                    | Nancy                              | Fehér Anna       |
| 2017 |                                           | Love After Love                                   | Suzanne                            |                  |
| 2017 | A bátrak                                  | Only the Brave                                    | Marvel Steinbrink                  | Ráckevei Anna    |
| 2017 |                                           | Christmas Inheritance                             | Debbie Collins                     |                  |
| 2018 |                                           | Paper Year                                        | Joanne Winters                     |                  |
| 2019 | Az utolsó nevetés                         | The Last Laugh                                    | Doris Montgomery                   |                  |
| 2019 | Aki bújt                                  | Ready or Not                                      | Becky Le Domas                     | Ráckevei Anna    |
| 2021 |                                           | No Man's Land                                     | Monica Greer                       |                  |
| 2022 | Álom két keréken                          | Along for the Ride                                | Victoria                           | Tóth Enikő       |
| 2022 |                                           | Good Girl Jane                                    | Ruth Rosen                         |                  |
| 2023 | Ha jó a vége                              | My Happy Ending                                   | Julia                              | Ráckevei Anna    |
| 2023 | A másik Zoey                              | The Other Zoey                                    | Connie MacLaren                    |                  |
| 2024 | A bosszú vérvörös keze                    | Red Right Hand                                    | Nagy macska                        | Tóth Enikő       |
| 2024 | Apák gyöngye                              | Goodrich                                          | Ann                                | Ráckevei Anna    |
| 2024 | Derült égből karácsony                    | A Sudden Case of Christmas                        | Rose                               | Tóth Enikő       |

### Televízió
| Év        | Magyar cím                  | Eredeti cím                               | Szerep                      | Megjegyzések                                |
| --------- | --------------------------- | ----------------------------------------- | --------------------------- | ------------------------------------------- |
| 1988      | A Szahara titka             | The Secret of the Sahara                  | Anthea                      | minisorozat (4 epizód)                      |
| 1988      |                             | Spenser: For Hire                         | Maggie                      | 1 epizód                                    |
| 1991      |                             | Women & Men 2: In Love There Are No Rules | Emily                       | tévéfilm                                    |
| 1997      |                             | Muppets Tonight                           | önmaga (vendégsztár)        | 1 epizód                                    |
| 2001      |                             | On the Edge                               | Lisa                        | tévéfilm                                    |
| 2001      | Baráti vacsora              | Dinner With Friends                       | Karen                       | - tévéfilm - magyar hangja: - Vándor Éva    |
| 2002      |                             | Jo                                        | Jo                          | tévéfilm                                    |
| 2003      | Ügyvédek                    | The Practice                              | Grace Chapman               | 1 epizód                                    |
| 2005      | Ha elindul a busz...        | Riding the Bus with My Sister             | Rachel Simon                | tévéfilm                                    |
| 2008      |                             | The Prince of Motor City                  | Gertrude Hamilton           | tévéfilm                                    |
| 2010      |                             | Lone Star                                 | Alex                        | 2 epizód (nem mutatták be)                  |
| 2010      | Veszélyben                  | At Risk                                   | Monique Lamont              | - tévéfilm - magyar hangja: - Ráckevei Anna |
| 2010      | A titokzatos akta           | The Front                                 | Monique Lamont              | - tévéfilm - magyar hangja: - Tóth Enikő    |
| 2012      | A stúdió                    | 30 Rock                                   | Claire Williams             | 1 epizód                                    |
| 2012      |                             | Jane by Design                            | Gray Chandler Murray        | főszereplő (18 epizód)                      |
| 2013–2015 | Cédrusliget                 | Cedar Cove                                | Olivia Lockhart             | főszereplő (36 epizód)                      |
| 2016      |                             | Model Woman                               | Bertie Geiss                | 1 epizód                                    |
| 2017      |                             | Trial & Error                             | Margaret Henderson          | 1 epizód                                    |
| 2017      | RuPaul – Drag Queen leszek! | RuPaul's Drag Race                        | önmaga (meghívott zsűritag) | 1 epizód                                    |
| 2017      |                             | At Home in Mitford                        | Cynthia Coppersmith         | tévéfilm                                    |
| 2018      |                             | The Beach House                           | Lovie Rudland               | tévéfilm                                    |
| 2019      | Kakukk                      | Cuckoo                                    | Ivy                         | főszereplő (7 epizód)                       |
| 2019      |                             | One Red Nose Day and a Wedding            | Carrie                      | rövidfilm                                   |
| 2019      | Négy esküvő és egy temetés  | Four Weddings and a Funeral               | Mrs. Howard                 | 1 epizód                                    |
| 2020      |                             | Wireless                                  | Elaine Braddock             | 8 epizód                                    |
| 2020      |                             | Dashing in December                       | Deb Burwall                 | tévéfilm                                    |
| 2021      |                             | Mr. Mayor                                 | önmaga                      | 1 epizód                                    |
| 2021      | Egy szobalány vallomása     | Maid                                      | Paula                       | - főszereplő - magyar hangja: - Tóth Enikő  |
| 2023      |                             | The Way Home                              | Del Landry                  | főszereplő és vezető producer               |

## Díjak és jelölések
Szex, hazugság, videó (1989)
- Golden Globe-díj (1990) – Legjobb színésznő – drámai kategória jelölés

Zöld kártya (1990)
- Golden Globe-díj (1991) – Legjobb színésznő – zenés film és vígjáték kategória jelölés

Négy esküvő és egy temetés (1995)
- Golden Globe-díj (1995) – Legjobb színésznő – zenés film és vígjáték kategória jelölés